# Les Useres

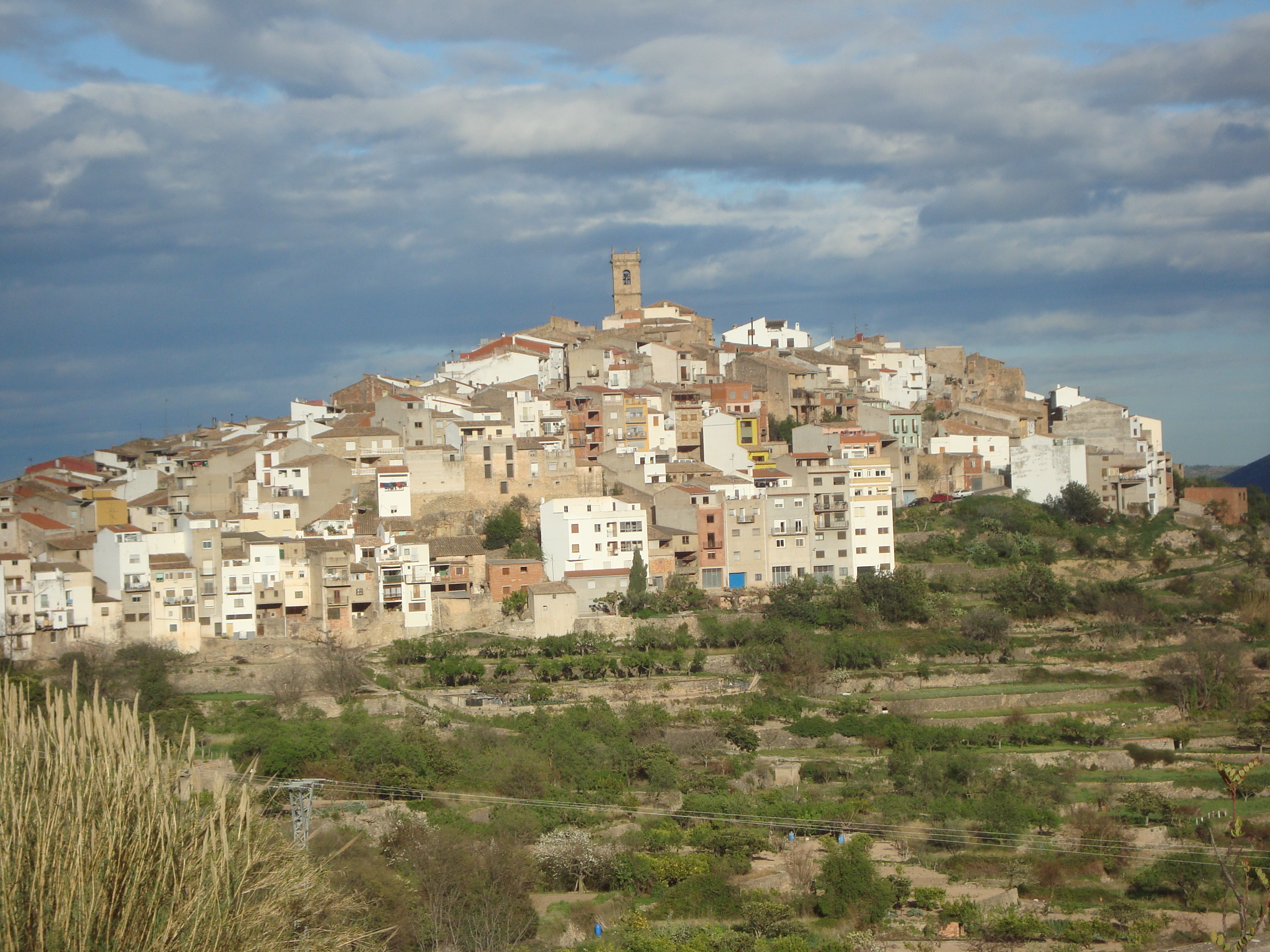
Les Useres (Castellón)

Les Useres, in valenciano, e Useras in castigliano, è un comune spagnolo di 1 005 abitanti situato nella comunità autonoma Valenciana.

## Altri progetti

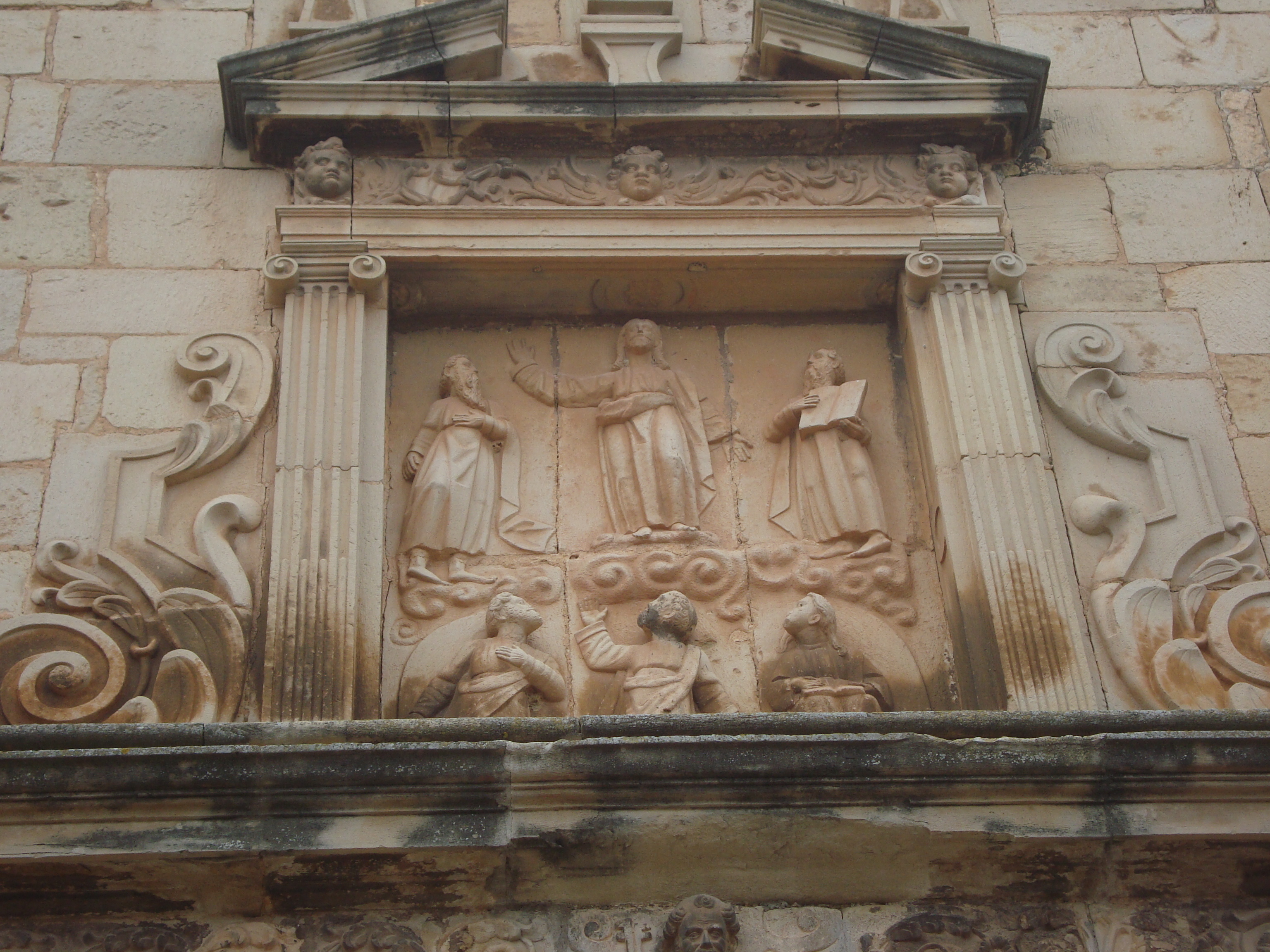
Retable de la Transfiguración, Les Useres

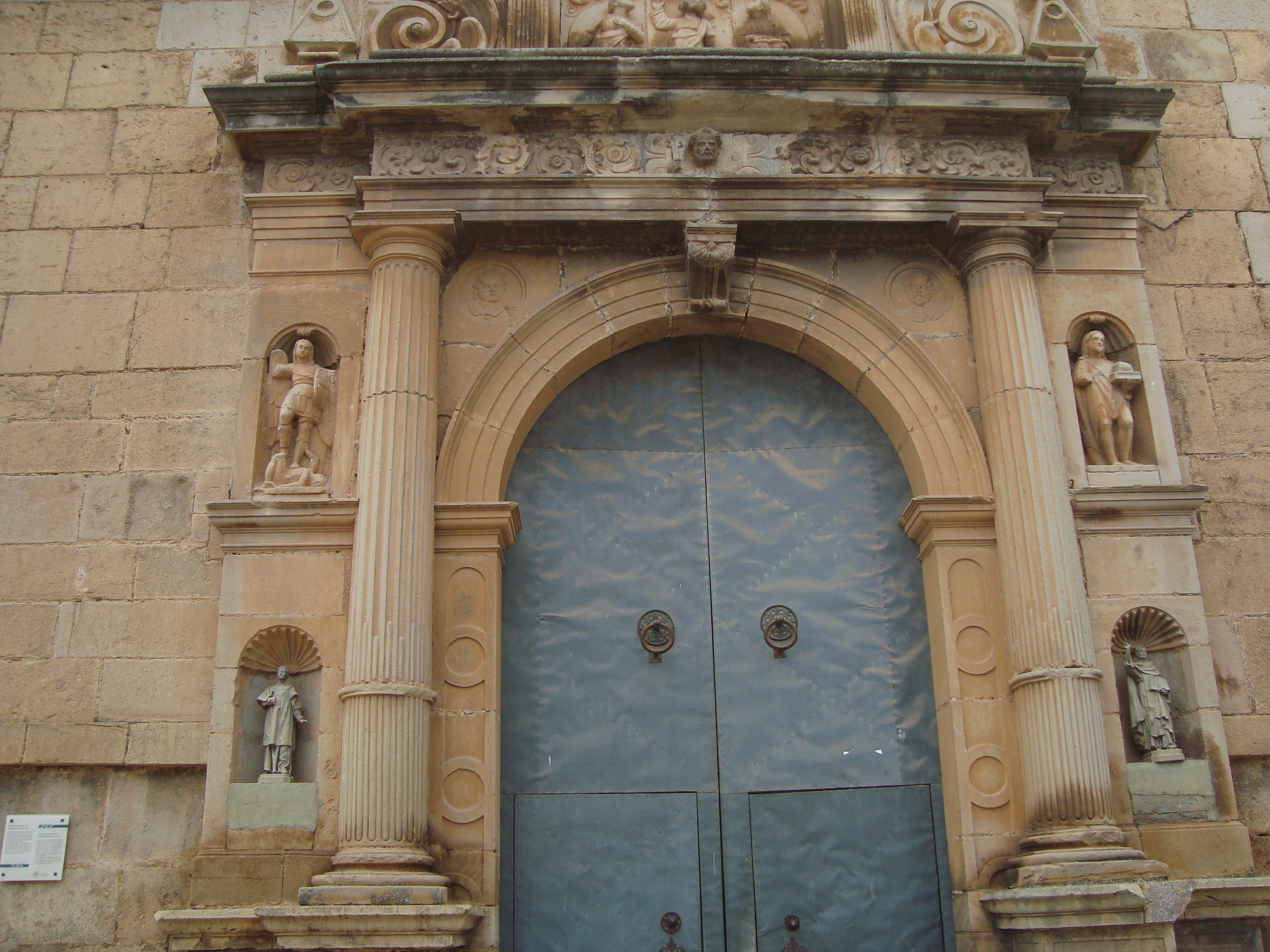
Església parroquial de Les Useres

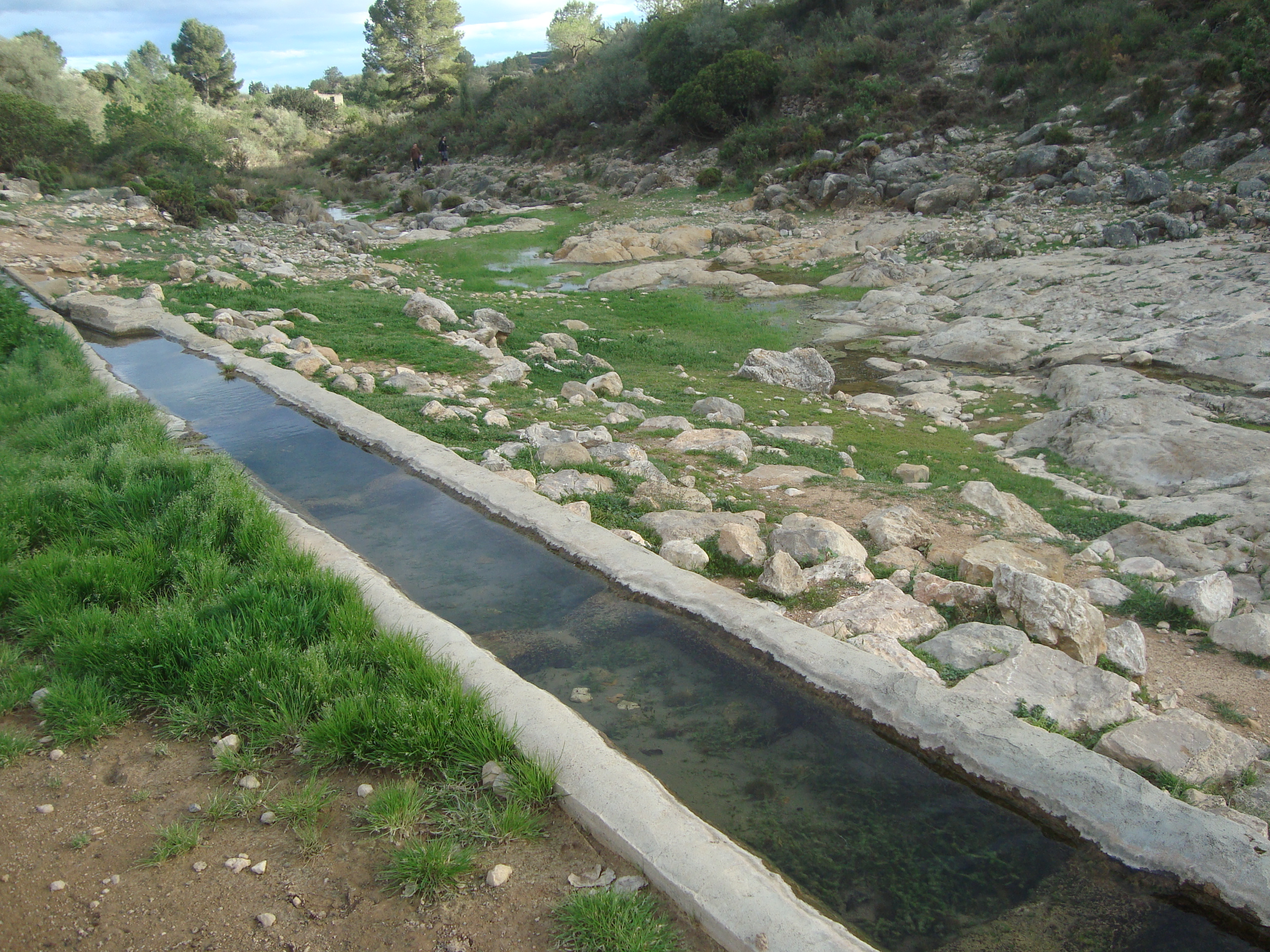
Paratge de la Font de La Presola, Les Useres (Castelló)

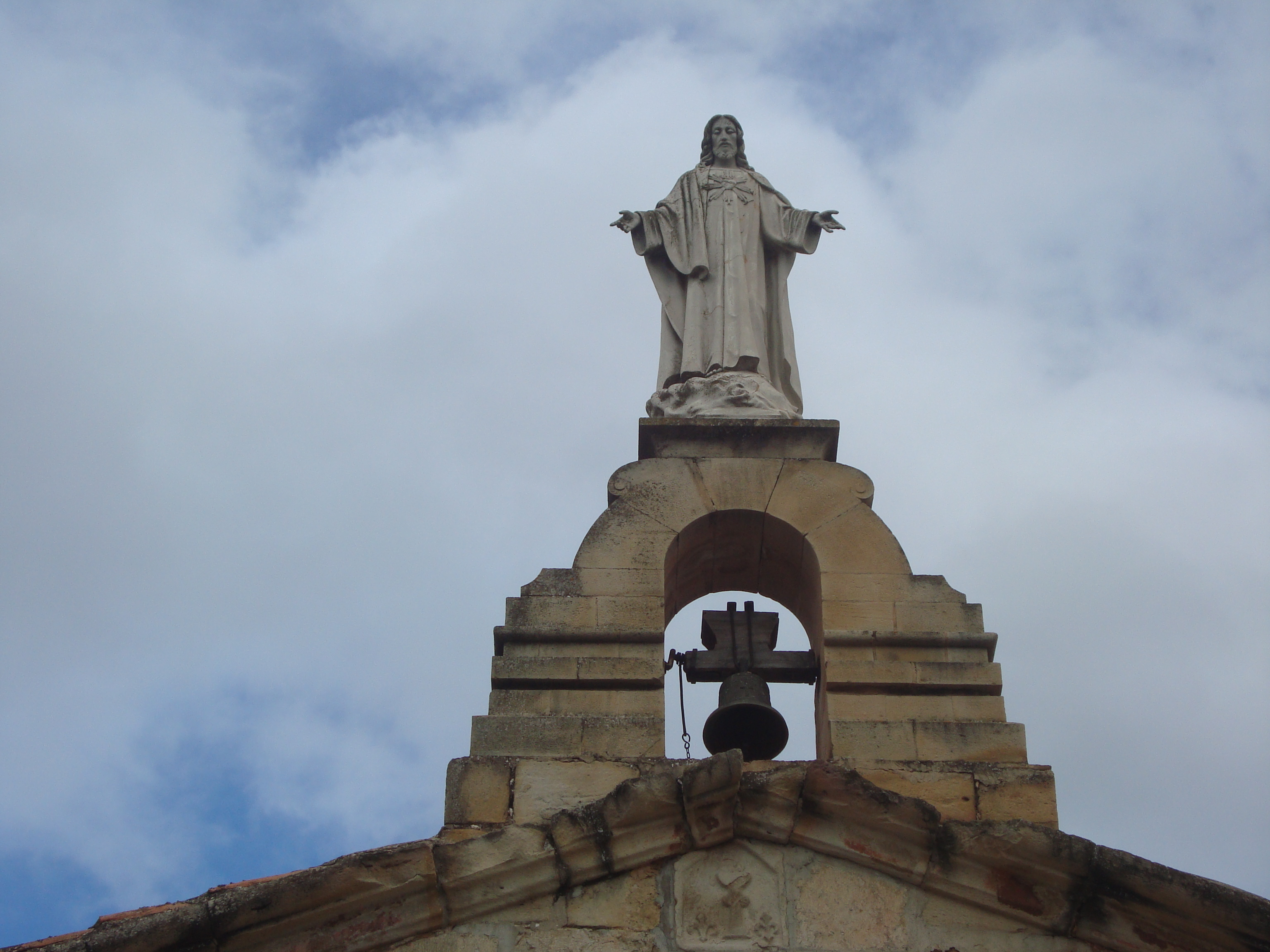
Crist de l'Agonía, Les Useres

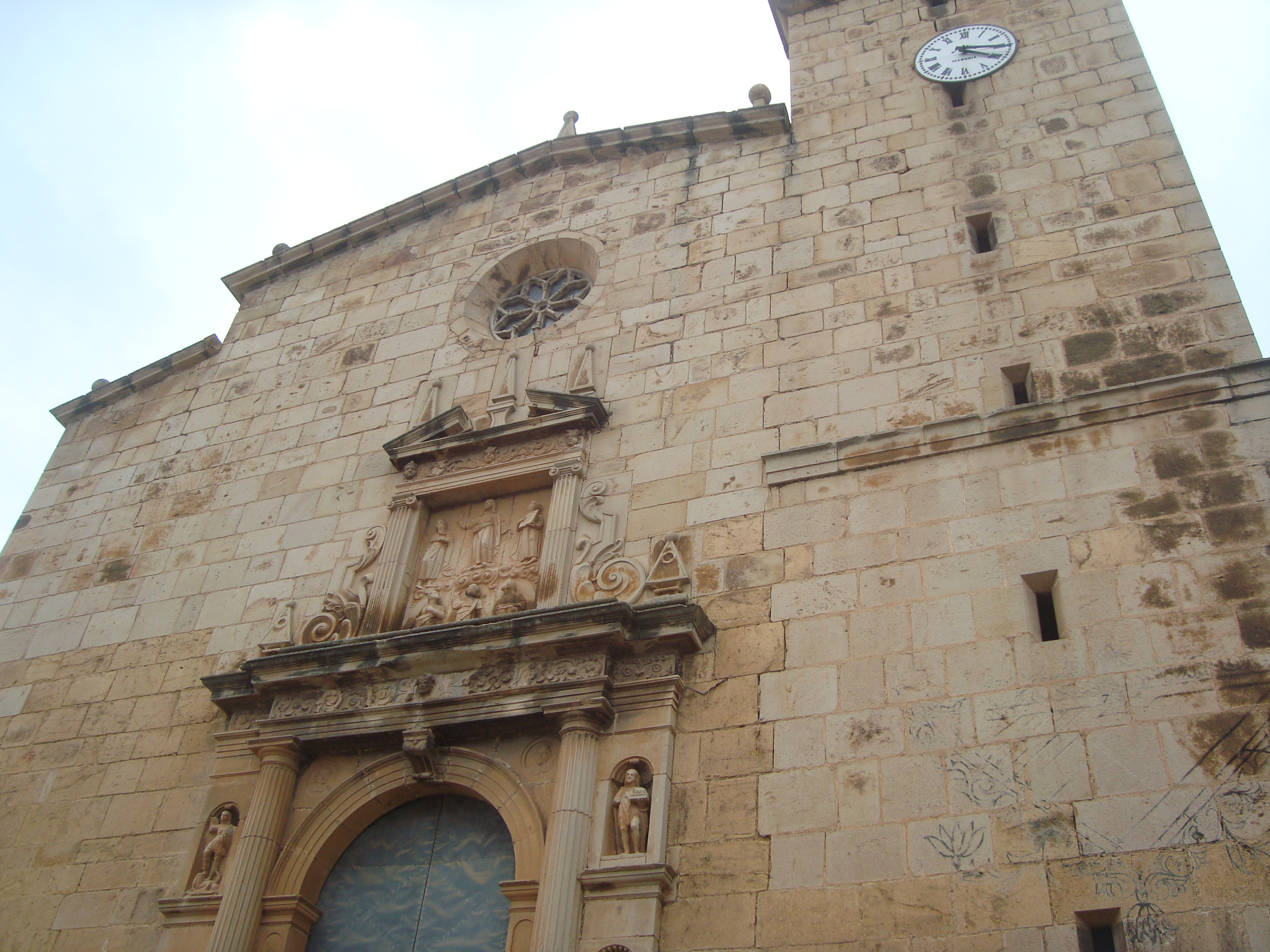
Iglesia parroquial de Les Useres (Castellón)